# Anopheles kokhani
Anopheles kokhani este o specie de țânțari din genul Anopheles, descrisă de Vythilingam, Jeffrey și Ralph E. Harbach în anul 2007. Conform Catalogue of Life specia Anopheles kokhani nu are subspecii cunoscute.